# Sára Léránt
Sára Léránt, ungarisch: Léránt Sára, (* 23. Juni 2000 in Budapest) ist eine ungarische Handballspielerin. Sie ist ungarische Nationalspielerin in der Disziplin Beachhandball und Zweitligaspielerin im Hallenhandball. Sie spielt auf dem rechten Flügel, im Beachhandball zudem alternativ als Specialist.

## Hallenhandball
Seit der Saison 2013/14 spielt Léránt für den ungarischen Zweitligisten Szentendrei NKE. Ein Zweitspielrecht hatte sie in der Saison 2018/19 für Solymári SC. Ihr Zweitliga-Debüt gab sie in der Saison 2015/16. Bis zum Ende der Saison 2019/20 bestritt sie jeweils 14 Spiele in der zweiten und in der dritten Liga sowie eines im ungarischen Landespokal-Wettbewerb.

## Beachhandball

### Juniorinnen
Ihre größeren Erfolge feierte Léránt zunächst im Beachhandball. Sie gehörte der ungarischen Mannschaft bei den Beachhandball-Junioreneuropameisterschaften 2016 (U16) in Nazaré an. Neben ihr gehörten auch schon Csenge Braun, Rebeka Benzsay, Dorottya Gajdos, Gréta Hadfi und Réka Király zum Aufgebot, mit denen sie, ergänzt um etwa Gabriella Landi und Klaudia Pintér, in den nächsten Jahren das Rückgrat des Junioren-Nationalteams bildete. Das erste Spiel gegen Litauen gewannen die Ungarinnen sicher, verloren danach gegen Norwegen in zwei knappen Sätzen und gewannen schließlich das letzte Vorrundenspiel gegen die Schweiz in überragender Manier. Gegen Litauen trug sie vier Punkte zum Sieg bei, gegen die Schweiz als drittbeste ungarische Werferin sieben. Als Tabellen-Zweite zogen die Ungarinnen in das Viertelfinale, wo sie Portugal im Shootout unterlagen. In den weiteren Platzierungsspielen wurde zunächst Deutschland im Shootout besiegt, im letzten Spiel um den fünften Rang Kroatien in zwei Sätzen. Léránt kam in allen Spielen des Turniers zum Einsatz und traf dabei zu 18 Punkten, nur bei der Niederlage gegen Portugal sowie im letzten Spiel gegen Kroatien blieb sie ohne eigene Treffer.
Auch im Jahr darauf gehörte Léránt zum ungarischen Team für die Beachhandball-Junioreneuropameisterschaften 2017 am Jarun-See bei Zagreb. Die Mannschaft spielte ein gutes Turnier. In der Vorrunde wurden zunächst die vier ersten Spiele gegen Rumänien, Polen, Deutschland und die Ukraine gewonnen, vor allem die beiden ersten Spiele sehr deutlich. Erst das letzte Spiel gegen die Niederlande wurde im Shootout verloren, wobei vor allem im zweiten Satz eine schwache ungarische Leistung gezeigt wurde. Das Spiel gegen Deutschland blieb das einzige im Turnierverlauf ohne Treffer von Léránt. Als Tabellenzweite zogen die Ungarinnen in die Viertelfinalspiele und schlugen dort Spanien im Shootout. Léránt war mit elf Punkten drittbeste Werferin Ungarns, nur einen beziehungsweise zwei Punkte schlechter als Braun und Gajdos. Im Halbfinale war wie im Jahr zuvor im Viertelfinale Portugal der Endpunkt. In zwei knappen Niederlagen in den Sätzen verpasste Ungarn den Einzug in das Finale. Im Spiel um Platz drei musste sich Ungarn Deutschland geschlagen geben. Léránt kam erneut in allen Spielen zum Einsatz und erzielte 38 Punkte. Mit dem vierten Platz bei der Junioren-EM verpasste Ungarn eigentlich die Qualifikation für die Beachhandball-Juniorenweltmeisterschaften 2017 in Flic-en-Flac auf Mauritius, rückte aber für die nicht antretenden Norwegerinnen nach. Bei nur einer Niederlage im gesamten Turnierverlauf gewann das ungarische Team dort gegen die Niederlande den Titel.
Auch bei den Beachhandball-Junioreneuropameisterschaften 2018 in Montenegro gewann Léránt mit Ungarn den Titel. Nachdem in der Vorrunde gegen Spanien zunächst mit einer Niederlage im Shootout in das Turnier gestartet wurde, folgten deutliche Siege gegen die Schweiz, Italien und die Türkei. Gegen Italien erzielte sie keinen Treffer, gegen die Türkei kam sie wie im folgenden Spiel nicht zum Einsatz. In einem rauen Viertelfinalspiel mit drei Platzverweisen wurde Russland geschlagen. Im Halbfinale wurde dieses Mal Portugal noch dazu klar besiegt. Im Finale wurde mit den Niederländerinnen ein anderer Dauerrivale besiegt. Léránt traf zu sieben Punkten und war damit gemeinsam mit Braun nach Benszay mit einem erzielten Punkt mehr zweitbeste ungarische Werferin. Sie kam in fünf der sieben Spielen zum Einsatz und erzielte im Turnierverlauf 21 Punkte.

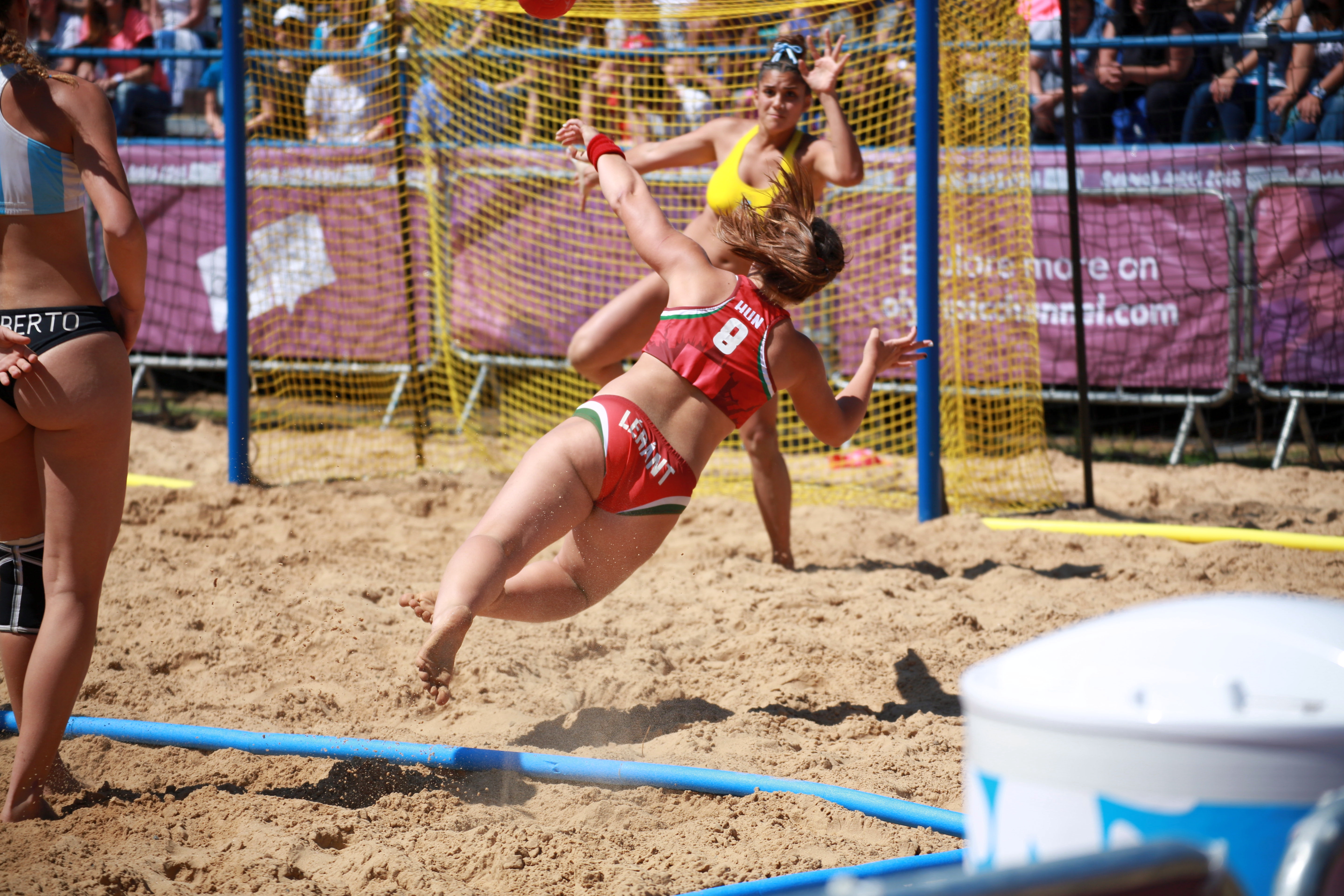
Léránt beim Torabschluss im Halbfinale der Olympischen Jugendspiele gegen die argentinische Torhüterin Rosario Soto

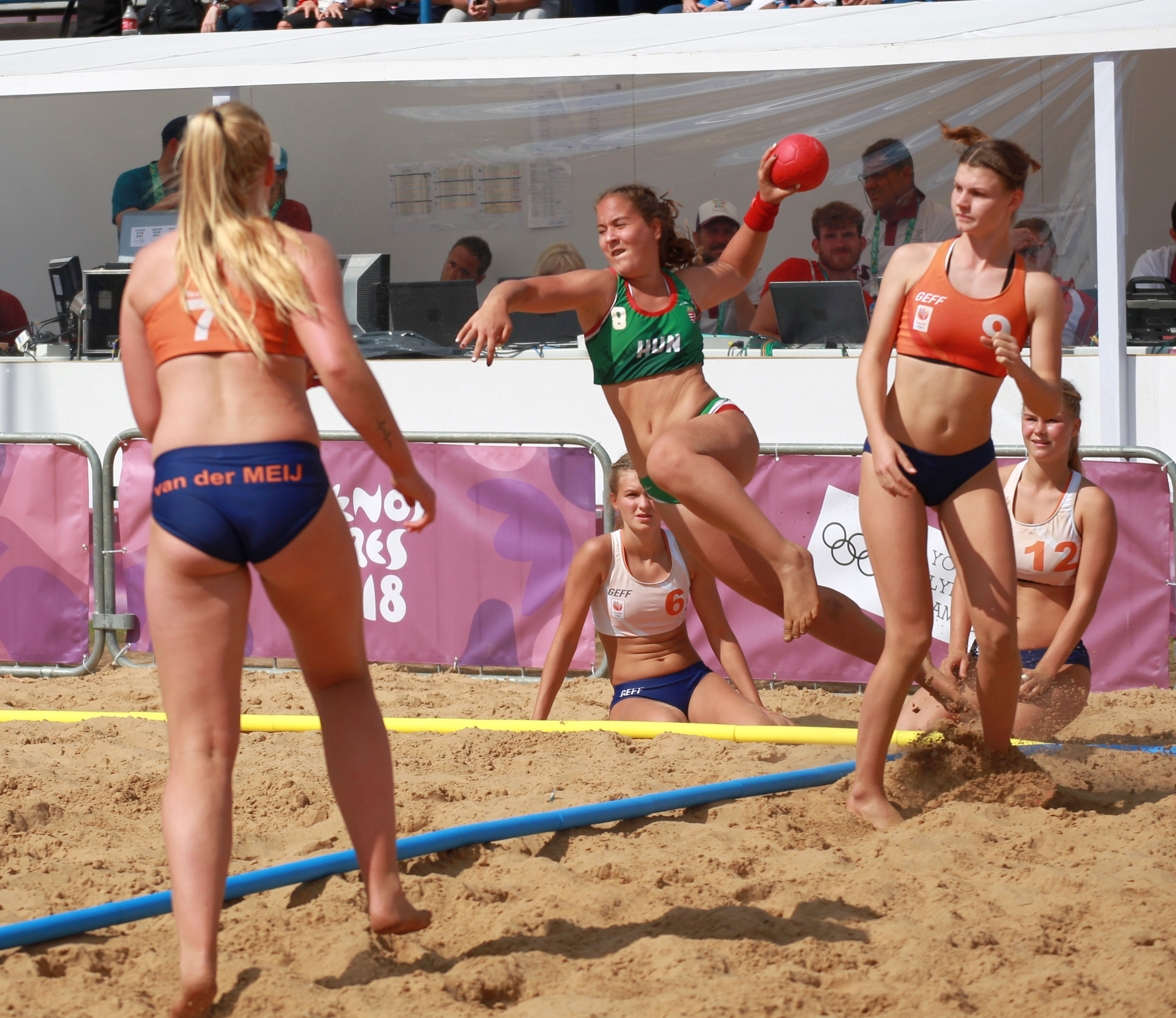
Léránt beim Torabschluss im Spiel um die Bronzemedaille gegen die Niederlande; die Niederländerinnen Amber van der Meij (#7) und Anna Buter (#9) können nur noch zuschauen

Später im Jahr gehörte Léránt zum Kader Ungarns für die Olympischen Jugendspiele 2018 in Buenos Aires, wo Beachhandball erstmals im Programm Olympischer Spiele stand. Mit Braun, Benzsay und Gajdos bildete sie den Standard-Angriffsreihe, zu der alternierend auch Klaudia Pintér, seltener Réka Király stieß. Schon gleich im ersten Spiel gegen Amerikanisch-Samoa gelang ein deutlicher Sieg. Die drei erzielten Punkte Léránts waren im Spiel eher kein großer Wert, mit vier Assists zeigte sie dennoch eine starke Offensivleistung. Auch gegen den zweiten großen Außenseiter des Turniers, Mauritius, gelang im nächsten Spiel ein deutlicher Sieg. Im dritten Spiel konnte Russland nach Shootout bezwungen werden. Es war Léránts bestes Spiel im Turnierverlauf. Ihre erzielten 14 Punkte waren der dritthöchste Wert nach den 16 Punkten von Benzsay und Gajdos, zudem ihr höchster Wert im Turnierverlauf. Zudem gab sie mit sieben Assists eine überaus hohe Zahl an Torvorlagen. Beim 2:0-Sieg gegen die großen Konkurrenten um den Sieg in der Vorrunde, Kroatien, war sie mit elf Punkten und drei Assists wieder sehr erfolgreich. Auch das letzte Spiel der Vorrunde gegen Chinesisch Taipeh wurde mit 2-0 gewonnen. Auch in der Hauptrunde konnte die Erfolgsserie fortgesetzt werden und Paraguay wurde mit 2-0 geschlagen. In diesem Spiel gab Léránt zwar wieder drei Vorlagen, leistete sich jedoch auch ebenso viele schwere Ballverluste und damit ihren schwächsten Wert im Turnierverlauf. Das nächste Spiel war gegen die Gastgeberinnen aus Argentinien und führte bis in den Shootout, in dem sich die Ungarinnen erstmals geschlagen geben mussten, obwohl sie in der Addition beider Durchgänge mit 38:31 Punkten eine deutlich bessere Quote aufzuweisen hatten. Léránt traf mit zehn Punkten erneut zweistellig und gab vier Tor-Assists. Gegen die Niederlande im finalen Hauptrundenspiel konnte sich Ungarn im Shootout durchsetzen und zog hinter den Niederlanden und vor Argentinien und Kroatien in die Halbfinalspiele ein. Im Halbfinale unterlag Ungarn gegen die Gastgeberinnen im Shootout, obwohl die Ungarinnen in der Addition der Halbzeiten sogar einen Punkt mehr erzielt hatten. Léránt gab in diesem Spiel zum einzigen Mal im Turnier nicht eine Torvorlage. Im Spiel um den dritten Rang traf man erneut auf die Auswahl der Niederlande, die mit 2-0 geschlagen werden konnte. Mit 12 Punkten erzielte sie ihren zweithöchsten Wert im Turnier. Die Bronzemedaille war die erste vergebene Medaille im Beachhandball im Olympischen Rahmen. Léránt spielte alle zehn möglichen Partien und war dabei mit 86 Punkten Ungarns drittbeste Werferin, es war nur einen Punkt weniger als Rebeka Benzsay auf Rang zwei. Sie hatte nie den Spitzenwert der erzielten Tore, konnte jedoch in nahezu allen Spielen sieben und mehr Treffer erzielen. Auch ihre 30 Vorlagen waren nach den 33 Vorlagen von Csenge Braun der zweithöchste Wert im ungarischen Team. Im Turnierverlauf leistete sie sich andererseits zehn schwere Ballverluste, das war gemeinsam mit Benzsay der ungarische Spitzenwert.

### Frauen
Anders als der Großteil ihrer langjährigen Juniorinnen-Nationalmannschaftskolleginnen wurde Léránt bislang noch nicht für ein Turnier der A-Nationalmannschaft berufen, sie gehört aber dem erweiterten Nationalkader an.

### Vereinsebene
Auf Vereinsebene spielt Léránt für Multichem Szentendrei NKE, den wichtigsten Beachhandball-Verein Ungarns, der von János Gróz zu einem europäischen Spitzenverein aufgebaut wurde. 2020 gewann sie mit der Mannschaft die ungarische Meisterschaft.

## Erfolge
Olympische Jugendspiele
- 2018:

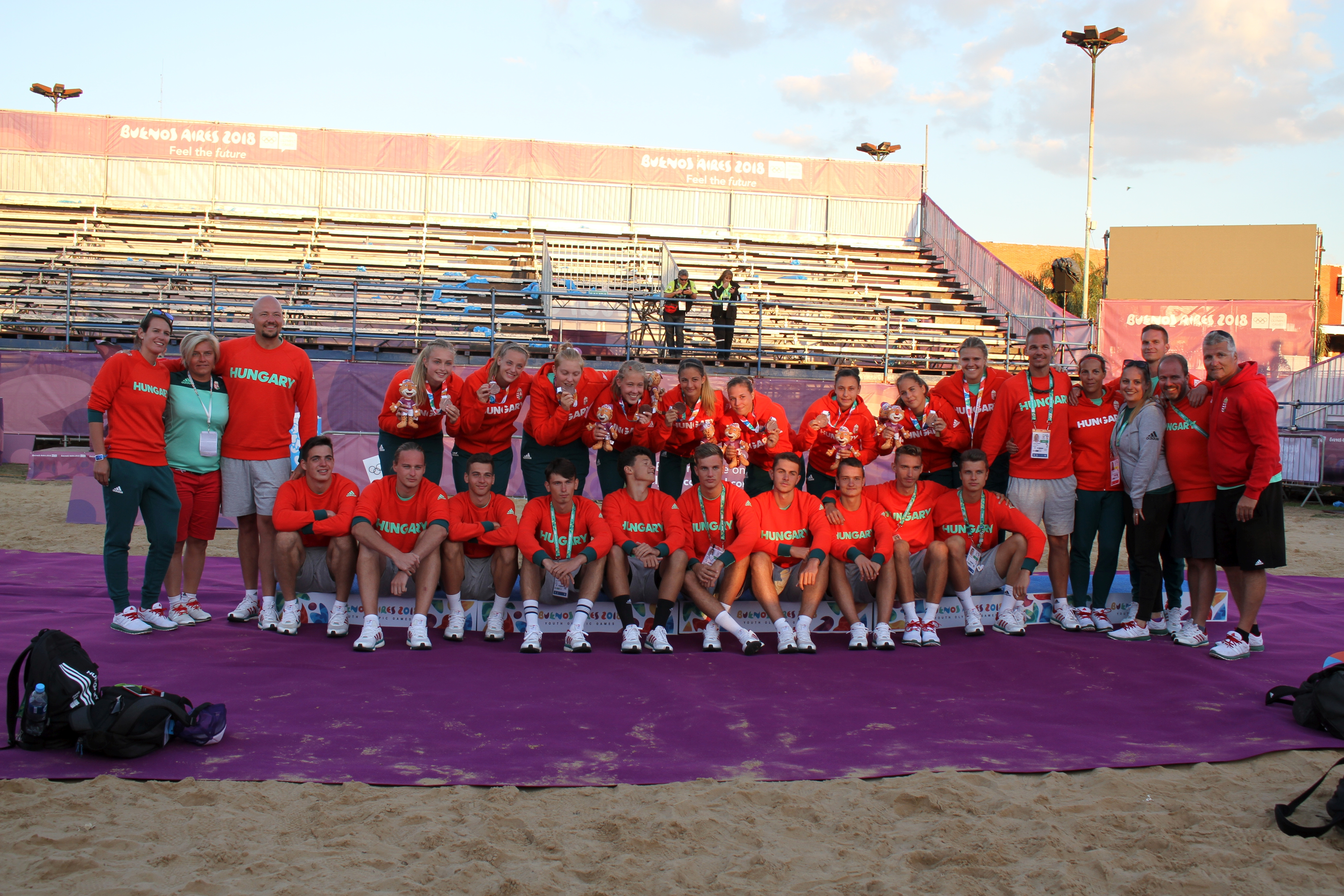
Die ungarischen Mannschaften und Betreuer nach der Siegerehrung der Olympischen Jugendspiele 2018

Beachhandball-Juniorenweltmeisterschaften
- 2017:

Beachhandball-Junioreneuropameisterschaften
- 2016: Fünfte
- 2017: Vierte
- 2018:

Ungarische Beachhandball-Meisterschaften
- 2020

## Einzelbelege
1. ↑  European Handball Federation - 2016 Women's ECh Beach Handball 16 / Match Details. Abgerufen am 24. Oktober 2020 (englisch).
2. ↑  European Handball Federation - 2016 Women's ECh Beach Handball 16 / Match Details. Abgerufen am 24. Oktober 2020 (englisch).
3. ↑  European Handball Federation - 2016 Women's ECh Beach Handball 16 / Match Details. Abgerufen am 24. Oktober 2020 (englisch).
4. ↑  European Handball Federation - 2016 Women's ECh Beach Handball 16 / Match Details. Abgerufen am 24. Oktober 2020 (englisch).
5. ↑  European Handball Federation - 2017 Women's Ech Beach Handball 17 / Match Details. Abgerufen am 24. Oktober 2020 (englisch).
6. ↑  European Handball Federation - 2017 Women's Ech Beach Handball 17 / Match Details. Abgerufen am 24. Oktober 2020 (englisch).
7. ↑  European Handball Federation - 2017 Women's Ech Beach Handball 17 / Match Details. Abgerufen am 24. Oktober 2020 (englisch).
8. ↑  European Handball Federation - 2017 Women's Ech Beach Handball 17 / Match Details. Abgerufen am 24. Oktober 2020 (englisch).
admin: Impressions from the second day of the EURO | BH Euro 2017 YAC. Abgerufen am 26. März 2020 (amerikanisches Englisch).
admin: Netherlands and Spain defended the European crown! | BH Euro 2017 YAC. Abgerufen am 26. März 2020 (amerikanisches Englisch).
9. ↑  Dunaújvárosi lány a világ tetején. 18. Juli 2017, abgerufen am 24. April 2020 (ungarisch).
10. ↑  Benzsay Rebeka: a legvadabb álmaimban sem gondoltam volna, hogy arannyal jövünk haza. Abgerufen am 27. März 2020.
11. ↑  Balássy László: Magyar Olimpiai Bizottság - BENZSAY REBEKA. 14. November 2018, archiviert vom Original am 27. März 2020; abgerufen am 27. März 2020 (ungarisch).
12. ↑  European Handball Federation - 2018 Women's ECh Beach Handball 18 / Match Details. Abgerufen am 24. Oktober 2020 (englisch).
13. ↑  European Handball Federation - 2018 Women's ECh Beach Handball 18 / Match Details. Abgerufen am 24. Oktober 2020 (englisch).
14. ↑  European Handball Federation - 2018 Women's ECh Beach Handball 18 / Match Details. Abgerufen am 24. Oktober 2020 (englisch).
15. ↑  European Handball Federation - 2018 Women's ECh Beach Handball 18 / Match Details. Abgerufen am 24. Oktober 2020 (englisch).
16. ↑  Rousing success on the sand - Olympic News. 6. Februar 2019, abgerufen am 27. März 2020 (englisch).
17. ↑  www.archiv.hu. Archiviert vom Original (nicht mehr online verfügbar) am 28. November 2021; abgerufen am 19. Dezember 2020.  Info: Der Archivlink wurde automatisch eingesetzt und noch nicht geprüft. Bitte prüfe Original- und Archivlink gemäß Anleitung und entferne dann diesen Hinweis.
18. ↑  kézitörténelem.hu. Abgerufen am 5. Dezember 2020.

| Personendaten    | Personendaten                                   |
| ---------------- | ----------------------------------------------- |
| NAME             | Léránt, Sára                                    |
| ALTERNATIVNAMEN  | Sára, Léránt (ungarisch)                        |
| KURZBESCHREIBUNG | ungarische Handball- und Beachhandballspielerin |
| GEBURTSDATUM     | 23. Juni 2000                                   |
| GEBURTSORT       | Budapest                                        |